# Silvova metoda kontroly mysli
Silvova metoda kontroly mysli je metoda osobního rozvoje a meditační program vyvinutý José Silvou. Ten tvrdil, že metoda zvyšuje osobní možnosti a schopnosti jednotlivce, prostřednictvím relaxace, rozvoje vyšších mozkových funkcí a psychických schopností, jako je např. jasnozřivost.

## Historie
José Silva byl vyučený opravář radií a televizorů. Během druhé světové války byl instruktorem spojovacích jednotek (anglicky Signal Corps), kde se setkal s vojenským psychologem, který mu přiblížil psychologii člověka a metodu hypnózy.
Po propuštění z armády, pokračoval v rozvoji své opravárenské firmy a začal ve studiu lidské psychiky a funkcí mozku. Během 20 let rozvinul svůj výzkum, který zakončil v roce 1966, zveřejněním mentálního výcvikového programu, který nazval Silvova metoda kontroly mysli. 

## Princip
Silvova metoda kontroly mysli, mentální výcvikový program, je založen na dosažení a udržení stavu fungování mozku, který je nazývaný jako alfa stav, kde frekvence mozkových vln je 7 – 14 Hz. Snění a přechod ke spánku jsou označovány jako alfa vlny (alfa stavy). 

## Přijetí veřejností, kritika
James Randi napsal, že Silva o své metodě Silvova metoda kontroly mysli tvrdí, že rozvíjí a zlepšuje paměť, schopnost učení se a také rozvoj paranormálních sil, jako např. telepatie. Jako vědec byl k těmto tvrzením skeptický.
Sisyfos, Český klub skeptiků, se vyjádřil, že se José Silva se svou metodou zcela mýlil, resp. jeho závěry byly zkreslené.